# Королёв, Василий Васильевич
Василий Васильевич Королёв — советский каменщик, лауреат Сталинской премии третьей степени (1950). Хозяйственный, государственный и политический деятель.

## Биография
Родился в 1896 году. Член ВКП(б).
С 1910 года — на хозяйственной, общественной и политической работе. В 1910—1960 годах — строитель-каменщик на стройках Москвы, участник Великой Отечественной войны, каменщик треста «Мосжилстрой», строитель Мавзолея Ленина, создатель метода кирпичной кладки бригадой-«пятёркой», инструктор кирпичной кладки 33-го строительного управления треста «Мосстрой» № 7. Принимал участие в застройке района Песчаных улиц, позднее жил там же, в одном из построенных при его участии домов (адрес на 1954 год — Новопесчаная улица, корпус 58).
Избирался депутатом Верховного Совета РСФСР 3-го и 4-го созывов.
Жил в одном из домов района Песчаных улиц, в строительстве которых принимал участие: 2-я Песчаная улица, дом 4. Умер после 1963 года.

## Награды и звания
- Сталинская премия третьей степени (1950) — за разработку и внедрение высокопроизводительных методов кирпичнокладочных работ
- заслуженный строитель РСФСР[6]
- орден Ленина[6]
- орден Красной Звезды[6]
- Серебряная медаль ВДНХ[6]